# Челадраг
Челадраг або Цалодрог (*д/н —бл. 870) — король Велецького союзу у 860—870 роках.

## Життєпис
Походив з династії Драговіта. Син короля Люба. Стосовно дати народження й молодих років замало відомостей. Відомо, що у 860 році на з'їзді князів Велецького союзу було повалено його брата Мелігаста, який намагався централізувати союз у державу.
Новим королем обирається Челадраг, який відмовився від зміцнення союзу, потурав місцевим князям, що зрештою призвело до ослаблення полабських слов'н перед німецьким наступом. Водночас намагався дотримуватися мирних стосунків зі Східно-Франкським королівством. Водночас для стримування можливої атака з боку франкських королів уклав союз з Ростиславом, князем Великої Моравії.
В соціально-економічній сфері продовжувалася політика попередника. Помер Челадраг близько 870 року. Після його смерті династія Драговіта перервалася, а сам Велецький союз фактично розпався. При цьому само плем'я велетів-лютичів зберегло важливе становище.